# Lac Baker (Nouveau-Brunswick)
Pour les articles homonymes, voir Lac Baker.
Le lac Baker est un lac situé dans le comté de Madawaska, au nord-ouest du Nouveau-Brunswick, au Canada.
La partie Nord du lac s’étire sur 0,8 km vers le Nord-Ouest, dans la municipalité de Saint-Jean-de-Lande, au Québec. Ce lac comporte une île centrale d’une longueur de 1,2 km et d’une largeur maximale de 0,3 km, comptant une cinquantaine de chalets.
Ce lac s’approvisionne en eau du ruisseau Kitchen (venant de l’Ouest, soit du Québec). L’embouchure de ce lac est située sur la frontière interprovinciale dans la partie Nord-Ouest du lac.
Une route ceinture l'ensemble du lac afin de desservie les chalets aménagés tout autour.

## Toponymie
Le toponyme "Lac Baker" évoque la mémoire de John Baker, pionnier fondateur de Baker-Brook et qui a découvert subséquemment le lac Baker.